# 7-cm-Marinekanone Škoda K10
Die 7-cm-Marinekanone Škoda K10, später 7-cm-Marinekanone Škoda K16 BAG, war ein Schiffsgeschütz der österreich-ungarischen Marine, welches im Ersten Weltkrieg zum Einsatz kam.

## Entwicklung
Die 7-cm-Marinekanone Škoda K10 wurde 1910 von Škoda in Pilsen entwickelt. Hauptaufgabe war dabei die Sicherung der Schiffe und die Bekämpfung von Torpedobooten.

## Produktion
Die Produktion aller 7-cm-Marinekanone Škoda K10 und 7-cm-Marinekanone Škoda K16 BAG fand bei Škoda statt.

## Technische Beschreibung

### K10
Das Geschützrohr bestand aus Stahl und verfügte über einen horizontalen Verschlussblock. Als Munition wurde eine spezielle Schnellfeuermunition verwendet. Um gegen Seeziele von hohen Schiffen aus eingesetzt werden zu können, hatte die Kanone einen unteren Höhenrichtbereich von −10 bis +20 Winkelgrad.

### K16 BAG
Im Jahr 1915 entwickelten die Ingenieure von Škoda eine neue Flugabwehrlafette für die K10. Dadurch entstand die 7-cm-Marinekanone Škoda K16 BAG. Diese konnte dadurch gegen Flugzeuge oder Ballons eingesetzt werden, weshalb sie den Beinamen Ballon-Abwehr-Geschütz (kurz BAG). Die neue Lafette hatte einen Höhenrichtbereich von −6 bis +90 Winkelgrad. Die Leistungsmerkmale waren identisch zu K10.

## Einsatz

### Österreich-Ungarn
Die 7-cm-Marinekanone Škoda K10 wurde hauptsächlich zur Torpedobootabwehr auf Schlachtschiffen, Küstenverteidigungsschiffen und Kreuzern eingesetzt. Sie war bei den Schiffen nur als Sekundär- oder Tertiärbewaffnung vorhanden. 7-cm-Marinekanone Škoda K16 BAG wurde später oftmals als Flugabwehr.
- Tegetthoff-Klasse: Auf den Schiffen der Tegetthoff-Klasse war die K10 als Tertiärbewaffnung im Einsatz. Alle vier Schiffe dieser Klasse verfügte über zwölf dieser Geschütze. Sie waren auf Schwenklafetten auf dem Oberdeck, oberhalb der Kasematten montiert. Nachdem die Schiffe 1915/1916 in der Überholung waren, wurden auf den B- und X-Türmen noch je drei bis vier 7-cm-Marinekanone Škoda K16 BAG zur Flugzeugabwehr montiert.
- Radetzky-Klasse: Bei den Schiffen der Radetzky-Klasse wurde hauptsächlich die K16 verbaut. Sie diente bei den drei Schiffen als tertiäre Bewaffnung. Nach der Überholung zwischen 1916 und 1917, verfügten die Schiffe über vier, auf offenen Schwenklafetten montierte, Geschütze zur Flugabwehr.
- Monarch-Klasse: Zwei der drei Küstenverteidigungsschiffe der Monarch-Klasse verfügten über die K16 als tertiäre Bewaffnung, die Wien und die Budapest. Beide Schiffe wurden nach der Überholung 1917 mit je einer Kanone in einer offenen Schwenklafette zur Luftabwehr ausgerüstet.
- Rapidkreuzer: Auf den Rapidkreuzern wurden nach der Überholung 1917 mehrere K16 nachgerüstet. Ebenfalls auf offenen Schwenklafetten montiert, dienten sie als Flugabwehrgeschütze.
- Sankt Georg: Der Panzerkreuzer Sankt Georg verfügte, nach seiner Überholung im Jahr 1916, über mehrere K16 als Tertiärbewaffnung zur Luftabwehr. Die Geschützen wurden auf einer offenen Schwenklafette montiert.

### Königreich Italien
Nachdem Österreich-Ungarn kapitulierte, gingen einig Großkampfschiffe an das Königreich Italien als Reparationszahlungen. Dort wurden sie nach und nach verschrottet, wodurch mehrere 7-cm-Marinekanone Škoda K16 BAG in den Bestand übergingen und weiter genutzt wurden. Die Geschütze wurden auf andere Schiffe montiert oder als Küstenartillerie weiter verwendet. In Italien erhielt das Geschütz die Bezeichnung Canonne da 66/47.
- Tegetthoff-Klasse: Das Königreich Italien erhielt die Tegetthoff  als Reparationszahlung. Am 25. März 1919 wurde sie an das Land ausgeliefert und lag bis 1923 in Venedig. Noch im gleichen Jahr wurde sie außer Dienst gestellt und von 1924 bis 1925 in La Spezia abgewrackt.
- Radetzky-Klasse: Sie Erzherzog Franz Ferdinand und die Zrinyi gelangten nach dem Krieg nach Italien. Auch diese Schiffe wurden nach Venedig gebracht und lagen dort vor Anker. Die Zrinyi wurde 1920 und die Erzherzog Franz Ferdinand 1926 in La Spezia abgewrackt.
- Monarch-Klasse: Die beiden, mit der 7-cm-Marinekanone Škoda K16 BAG, ausgerüsteten Schiffen gelangten 1920 von Großbritannien aus nach Italien. Sie wurden an das Land zur Verschrottung verkauft und wurden zwischen 1920 und 1922 abgewrackt.
- Rapidkreuzer: Bis auf den Rapidkreuzer Admiral Spaun, gelangten die Schiffe direkt nach dem Krieg nach Italien. Alle drei Schiffe dienten bis ins Jahr 1937 weiter bei der italienischen Marine. 1937 wurden die Helgoland (umbenannt in Brindisi) und die Saida (umbenannt in Venzia) abgewrackt. Die Novara (umbenannt in Thionville), ging 1937 nach Frankreich und diente bis zur Verschrottung 1942 in der dortigen Marine.
- Sankt Georg, Admiral Spaun: Als Reparationszahlung nach Großbritannien gebracht, wurde Schiffe 1920 zur Verschrottung nach Italien verkauft.

### Frankreich
Auch Frankreich erhielt mehrere Schiffe als Reparationszahlung und gelangte damit in den Besitz einiger 7-cm-Marinekanone Škoda K10. Nachweise für einen weiteren Einsatz der Geschütze in Frankreich sind nicht vorhanden.

## Verbleib
Ein erhaltenes Geschütz vom Typ 7-cm-Marinekanone Škoda K16 BAG befindet sich heute im Heeresgeschichtlichen Museum in Wien.